# Persée délivrant Andromède (di Cosimo)
Pour les articles homonymes, voir Persée délivrant Andromède.
Persée délivrant Andromède est un tableau du peintre de la Renaissance italienne Piero di Cosimo, réalisé en 1510 ou 1513, exposé au musée des Offices de Florence en Italie.
La peinture est mentionnée en 1568 par Giorgio Vasari, qui indique qu'elle a été commandée par Philippe Strozzi l'Ancien, et donnée par son fils Giovanni Battista Strozzi à Sforza Almeni (it), membre du personnel de Cosme Ier Médicis.

## Description
L’œuvre dépeint le héros de la mythologie Persée tuant le monstre qui avait piégé Andromède. Piero a donné beaucoup d'attention à l'arrière-plan, peut-être inspiré de l'école flamande, contemporaine de son époque : parmi les détails, notons les deux personnages avec un turban sur la gauche, des peintures très détaillées de l'eau sur le rivage, la présence du fantastique, et les instruments de musique.